# 明末三案
明末三案，是中国明朝末期宫廷中发生的梃击案、红丸案、移宫案的总称。这三起事件引發了滿朝士大夫互相傾軋，故有“三大案”之称。事實上早在三大案之前，明神宗萬曆年間還有二書二楚四案，即兩次妖書案，兩次楚藩案，這些案件表面上的問題都是所謂的「國本之爭」，但實際上是激烈的東林黨爭，直到南明滅亡為止。

## 前奏

### 二書二楚
萬曆廿六年（1598年），有人撰《憂危竑議》，說鄭貴妃欲以其子福王朱常洵奪儲君之位。神宗懷疑此書是出自吏科給事中戴士衡、全椒知縣樊玉衡之手，士衡、玉衡俱貶，後來神宗又認為大学士張位是主謀．罷免了张位，貶謫親近張位的礼部侍郎刘楚先、右都御史徐作、國子監祭酒刘应秋、给事中杨廷兰、礼部主事万建昆等，是為「第一次妖書案」。
萬曆卅一年（1603年），又出現《續憂危竑議》一書，再次宣告鄭貴妃欲以福王奪儲位，辱及天子、宰相，是為「第二次妖書案」。此書為大學士朱賡所得，朱賡面奏神宗，神宗怒命東廠與錦衣衛偵辦。此時浙黨沈一貫乘機構陷東林黨沈鯉、郭正域等人，事態擴大，株連甚多，連高僧紫柏真可禪師都因與沈鯉往來受波及，遭到錦衣衛打成重傷，隨即涅槃。由於太子朱常洛向東廠陳萬化施壓，不牽連大臣，最後東廠歸罪於順天府諸生皦生光所作，皦生光遭到凌遲處死。
除了妖書案，兩次的楚藩案亦成為黨爭的導火線，與兩次「妖書案」合稱為二書二楚，又稱楚宗之亂。

## 三大案

### 梃击案
万历四十三年（1615年）五月初四日傍晚，有一男子张差，手持枣木棍，闯入太子朱常洛的慈庆宫，打伤守门太监，太子内侍韩本用率眾將之逮捕，张差被捕后声称为郑贵妃手下太监庞保、刘成二人引进，主使者遙指鄭貴妃本人，此为梃击案 。

### 红丸案
萬曆四十八年、泰昌元年（1620年）八月，明神宗崩，太子朱常洛即位，是为明光宗，鄭貴妃為了結好光宗，立即獻上了美女數名。光宗大喜，夜夜春宵，縱慾過度，因而生病，司礼监秉笔太监崔文昇進上泻药，使皇帝病情加剧。鸿胪寺丞李可灼进红丸，自称仙方，光宗服药后死去，时人怀疑为郑贵妃下毒，是为红丸案 。

### 移宫案
泰昌元年（1620年），明熹宗即位，抚养皇帝的李选侍和魏忠贤，利用熹宗年幼強居乾清宮，把持朝政，東林黨人楊漣、左光等反对，不让李选侍与皇帝同住，迫使她移居他处，是为移宫案 。